# أشندر (تارود)
أشندر (بالفارسية: اشندر) هي مستوطنة تقع في إيران في قسم تاررود.